# Buxar
Buxar là một thành phố và khu đô thị của quận Buxar thuộc bang Bihar, Ấn Độ.

## Địa lý
Buxar có vị trí 25°35′B 83°59′Đ / 25,58°B 83,98°Đ Nó có độ cao trung bình là 56 mét (183 foot).

## Nhân khẩu
Theo điều tra dân số năm 2001 của Ấn Độ, Buxar có dân số 82.975 người. Phái nam chiếm 54% tổng số dân và phái nữ chiếm 46%. Buxar có tỷ lệ 68% biết đọc biết viết, cao hơn tỷ lệ trung bình toàn quốc là 59,5%: tỷ lệ cho phái nam là 75%, và tỷ lệ cho phái nữ là 59%. Tại Buxar, 16% dân số nhỏ hơn 6 tuổi.